# 王世杰 (1917年)
王世杰（1917年2月—？），男，陕西延川人，中华人民共和国政治人物。

## 生平
1935年3月加入中国公产党，1936年6月参加红军，历任游击队党支部书记、红军连指导员。1943年春整风学习班党支部书记，团政治处组织股长、党总支副书记。1945年8月任警八团第一营教导员兼营党总支书记。1949年9月参加解放宁夏，任西北军区独立第一师第2团政委，后任独立师副师长兼参谋长、宁夏军区党委委员。
1954年6月任甘肃省国营农场管理局局长。1955年10月转业任甘肃农业大学党委书记、甘肃省农业科学院党委书记、院长，省农业厅党组书记、厅长等职。1962年7月底到临夏熟悉情况。1962年10月任中共临夏回族自治州州委书记。1963年1月8日兼任临夏军分区政治委员。1964年2月陈致中任临夏州委书记，王世杰、韩耀英、王登玉为副书记。1969年8月接任临夏州革命委员会主任。1970年11月，调任甘肃省革命委员会生产指挥部副主任、党组副书记，后调任甘肃省革命委员会政治部副主任、党组副书记，中共甘肃省委统战部副部长、部长、甘肃省委委员。1978年1月任甘肃省政协副主席，1986年5月离休。